# Alloschizidium buchnerorum
Alloschizidium buchnerorum är en kräftdjursart som först beskrevs av Karl Wilhelm Verhoeff 1941.  Alloschizidium buchnerorum ingår i släktet Alloschizidium och familjen klotgråsuggor. Inga underarter finns listade i Catalogue of Life.